# Glochidion gimi
Glochidion gimi är en emblikaväxtart som först beskrevs av Karl Moritz Schumann, och fick sitt nu gällande namn av Ferdinand Albin Pax och Käthe Hoffmann. Glochidion gimi ingår i släktet Glochidion och familjen emblikaväxter. Inga underarter finns listade i Catalogue of Life.